# معمارية 64 بت
 ببساطه كلما كانت كفاءة أنظمة التشغيل أعلى ستحصل على معالجة أسرع للبيانات

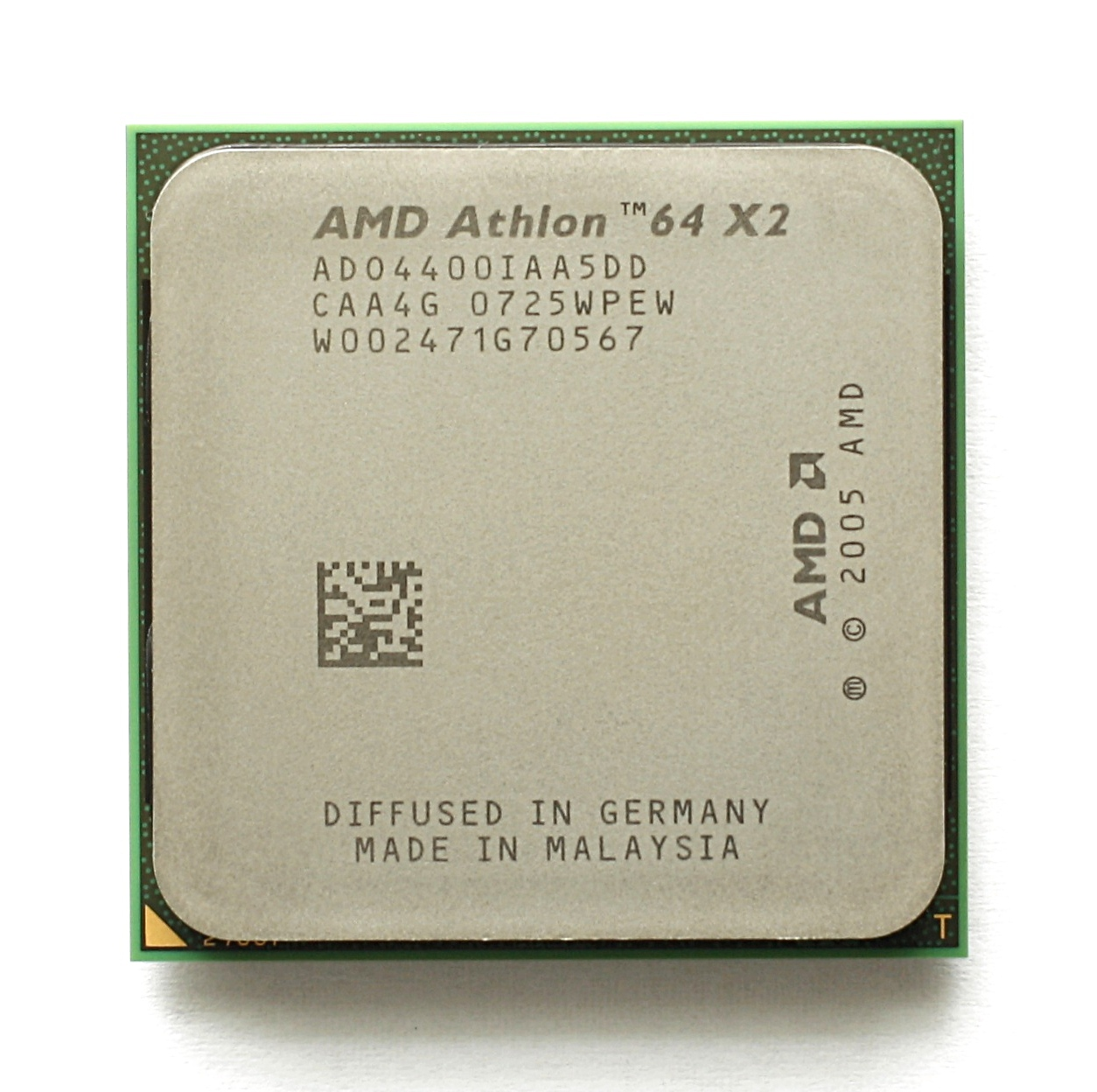

الـ 64 بت تعبر عن عرض حزمة البيانات التي يمكن للجهاز معالجتها دفعه واحدة.